# Канале-д’Агордо
Канале-д’Агордо (итал. Canale d'Agordo) — коммуна в Италии, располагается в провинции Беллуно области Венеция.
Население составляет 1216 человек (2008), плотность населения составляет 27 чел./км². Коммуна занимает площадь 46 км². Почтовый индекс — 32020. Телефонный код — 0437.
Покровителем коммуны почитается святой Иоанн Креститель, празднование 24 июня.

## Демография
Динамика населения:

## Города-побратимы
- Ласена, Франция (2006)
- Вадовице, Польша (2010)
- Масарандуба, Бразилия (2011)

## Администрация коммуны
- Официальный сайт: http://www.comune.canaledagordo.bl.it/